# Sigfrido (personaje)
Sigfrido, proveniente de Sigurd (en nórdico antiguo: Sigurðr) o Siegfried (en alto alemán medio: Sîvrit), es un héroe legendario de la mitología germánica, que al matar a un dragón y bañarse con su sangre se volvió inmortal. Es posible que esté inspirado en una o varias figuras de la dinastía merovingia franca, de las que Sigeberto I es el más popular. La erudición más antigua a veces lo ha conectado con Arminio, vencedor de la Batalla del bosque de Teutoburgo. También puede tener un origen puramente mitológico.
La historia de Sigurd se atestigua por primera vez en una serie de esculturas, que incluyen runas de Suecia y cruces de piedra de Britania, que datan del siglo XI. Tanto en la tradición germana nórdica como continental, Sigurd es representado como moribundo como resultado de una disputa entre su esposa (Gudrun/Krimilda) y otra mujer, Brunilda, a quien ha engañado para casarse con el rey Gunnar/Gunther. La muerte de un dragón y la posesión del tesoro de los Nibelungos también es común en ambas tradiciones. En otros aspectos, sin embargo, las dos tradiciones parecen divergir.
Las obras más importantes para presentar a Sigurd/Sigfrido son Nibelungenlied, Saga Völsunga y Edda poética. También aparece en muchas otras obras de Alemania y Escandinavia, incluida una serie de baladas medievales y tempranas escandinavas modernas. Richard Wagner usó las leyendas sobre Sigurd/Siegfried en sus óperas Sigfrido y El ocaso de los dioses. Wagner se basó en gran medida en la tradición nórdica para crear su versión de Sigfrido. Su interpretación del héroe ha influido en muchas representaciones posteriores.
En los siglos XIX y XX, el personaje de Sigfrido se asoció fuertemente con el nacionalismo alemán. La Thidrekssaga termina la historia de Sigurd diciendo:

«Todo el mundo dijo que ningún hombre que ahora viva, que haya nacido o que nazca sea igual a él en fuerza, coraje y en todo tipo de cortesía, así como en la audacia y generosidad que tuvo sobre todos los hombres, y que su nombre nunca perecería en la lengua alemana, y lo mismo era cierto con los nórdicos».

## Etimología

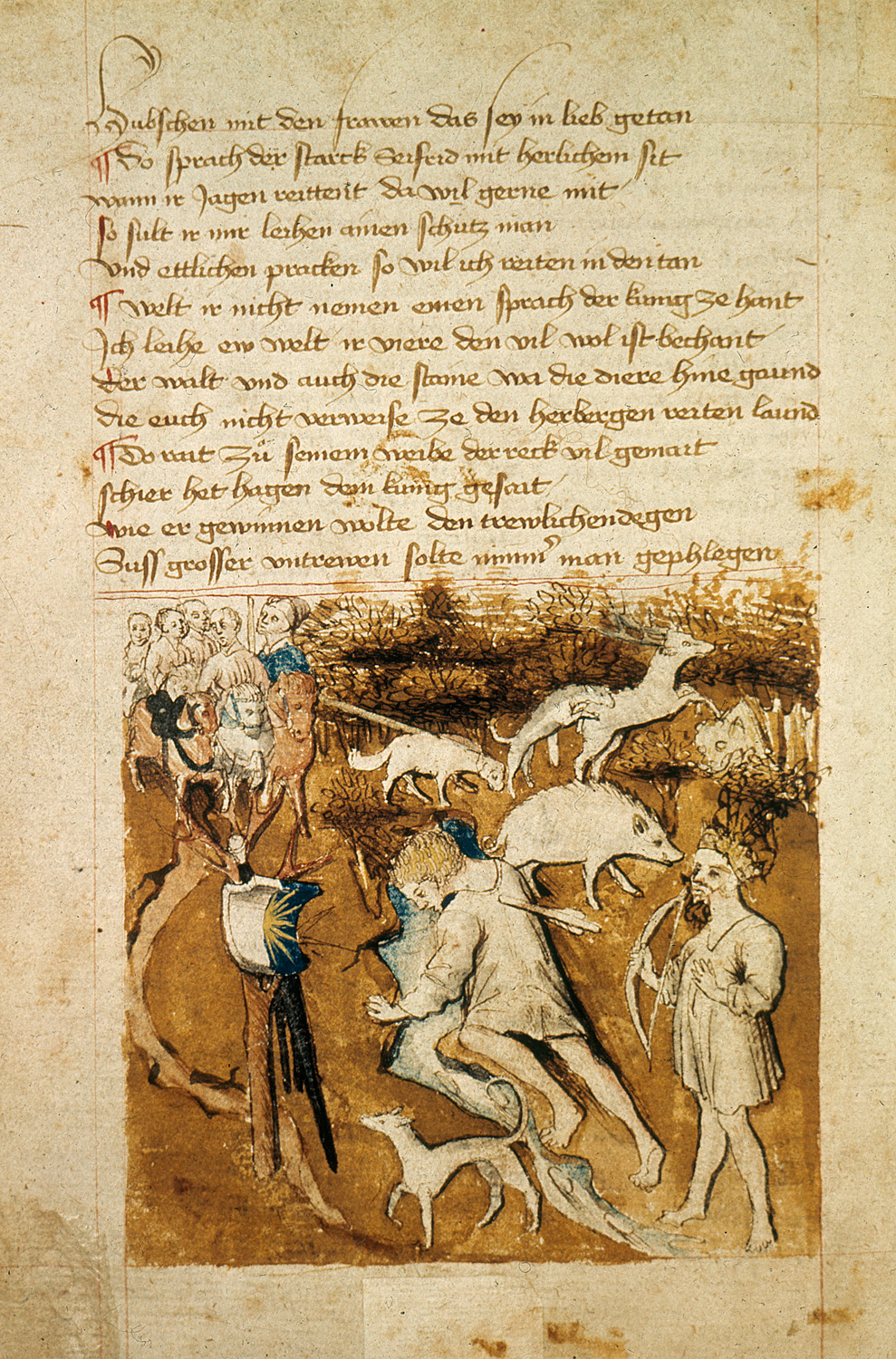
La muerte de Siegfried. Hagen se para a la derecha de Siegfried con una reverencia. Del Hundeshagenscher Kodex.

Los nombres Sigurd y Sigfrido no comparten la misma etimología. Ambos tienen el mismo primer elemento, protogermánico *sigi-, que significa «victoria». Sin embargo, los segundos elementos de ambos nombres son diferentes: en Sigfrido es el protogermánico *-frið , que significa «paz»; en Sigurd es el protogermánico *-ward , que significa «protección». Aunque no comparten el mismo segundo elemento, está claro que las fuentes escritas escandinavas supervivientes consideraron que Sigfrido era la versión continental del nombre que llamaron Sigurd. La forma normal de Sigfrido en alemán medio alto es Sîvrit o Sîfrit, con el elemento *sigi- contraído. Esta forma del nombre había sido común incluso fuera de la poesía heroica desde el siglo IX, aunque la forma Sigevrit también está atestiguada, junto con el neerlandés medio Zegevrijt. En alemán moderno temprano, el nombre se convierte en Seyfrid o Seufrid (deletreado Sewfrid). La forma moderna Sigfrido no se atestigua con frecuencia hasta el siglo XVII, después de lo cual se vuelve más común. En los estudios modernos, se usa a veces la forma Sigfrid.

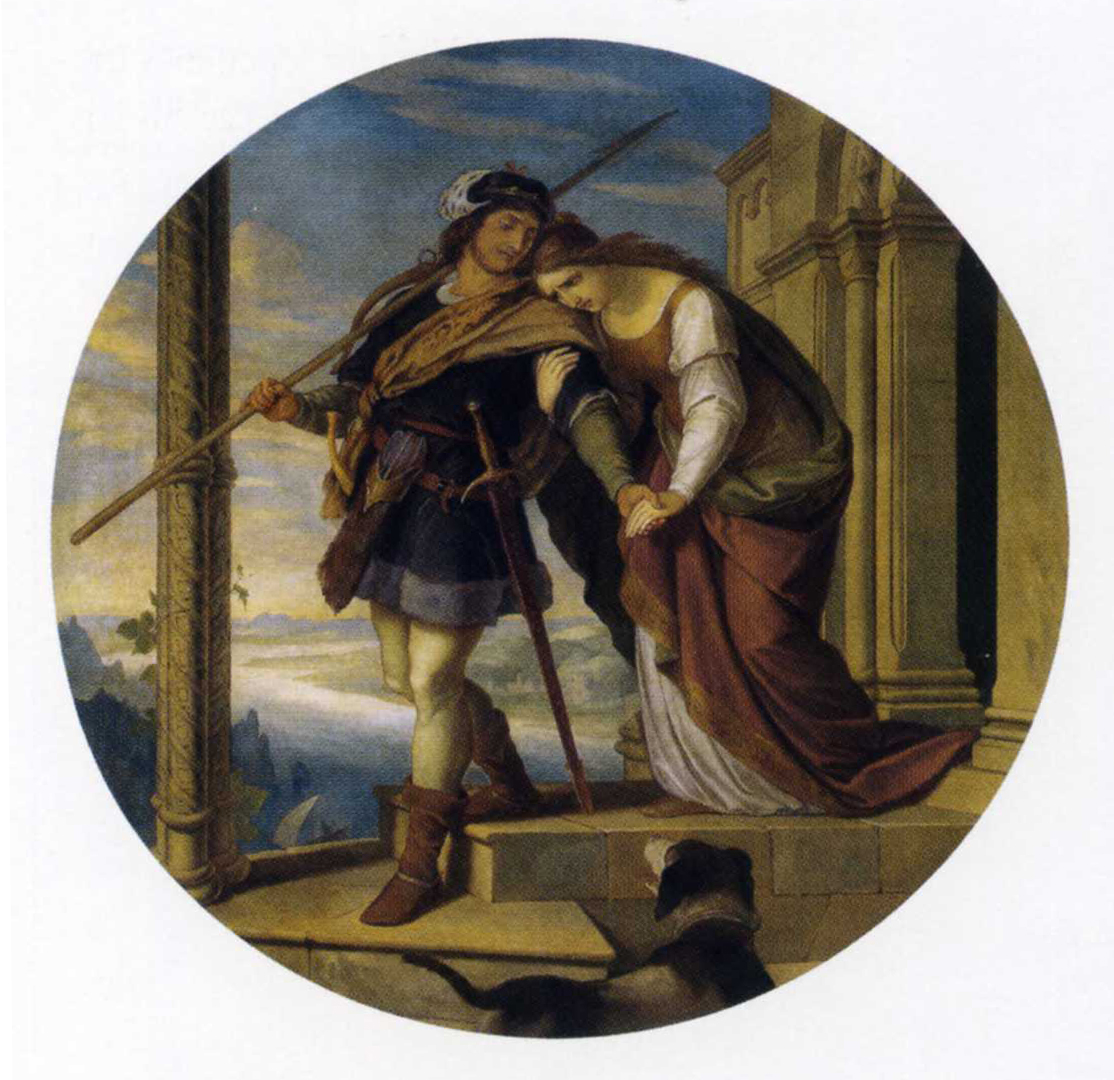
La partida de Siegfried de Kriemhild, por Julius Schnorr von Carolsfeld, c. 1843.

El antiguo nombre nórdico Sigurðr se concreta a partir de un original *Sigvǫrðr, que a su vez deriva de un antiguo *Sigi-warðuR. La forma danesa Sivard también se deriva originalmente de ella. Hermann Reichert señala que la forma de la raíz -vǫrðr en lugar de -varðr solo se encuentra en el nombre Sigurd, con otros nombres personales en lugar de utilizar la forma -varðr’'; también sugiere que la forma -vǫrðr puede haber tenido significado religioso, mientras que -varðr era puramente no religioso. Hay teorías divergentes sobre qué nombre es el original. Los nombres equivalentes a Siegfried se atestiguan por primera vez en anglosajón en el siglo VII y se vuelven frecuentes en la Inglaterra anglosajona en el siglo IX. Jan-Dirk Müller argumenta que esta fecha tardía de certificación significa que es posible que Sigurd represente con mayor precisión el nombre original. Wolfgang Haubrichs sugiere que la forma Siegfried surgió en el reino franco bilingüe como resultado de la influencia del lenguaje romántico en un nombre original *Sigi-ward. De acuerdo con los principios fonéticos normales, el nombre germánico se habría convertido en lengua románica *Sigevert, una forma que también podría representar una forma románica en lengua alemana de Sigefred. Señala además que *Sigevert sería una forma plausible del nombre romántico Sigebert (ver sección Orígenes) de la que ambos nombres podrían haber surgido. Como segunda posibilidad, Haubrichs considera la opción de metátesis de la r en *Sigi-ward podría haber tenido lugar en la Inglaterra anglosajona, donde la variación entre -frith y -ferth está bien documentada. Hermann Reichert, por otro lado, señala que las figuras escandinavas que atestiguan en fuentes alemanas, inglesas e irlandesas del siglo XII que tienen nombres equivalentes a Siegfried, se cambian sistemáticamente a formas equivalentes a Sigurd en fuentes escandinavas posteriores. Las formas equivalentes a Sigurd, por otro lado, no aparecen en fuentes no escandinavas anteriores al siglo XI, y las fuentes escandinavas más antiguas a veces llaman a personas Sigfroðr, Sigfreðr o Sigfrǫðr, quienes luego se llaman Sigurðr. Argumenta a partir de esta evidencia que una forma equivalente a “Siegfried” es la forma más antigua del nombre de Sigurd también en Escandinavia.

## Orígenes

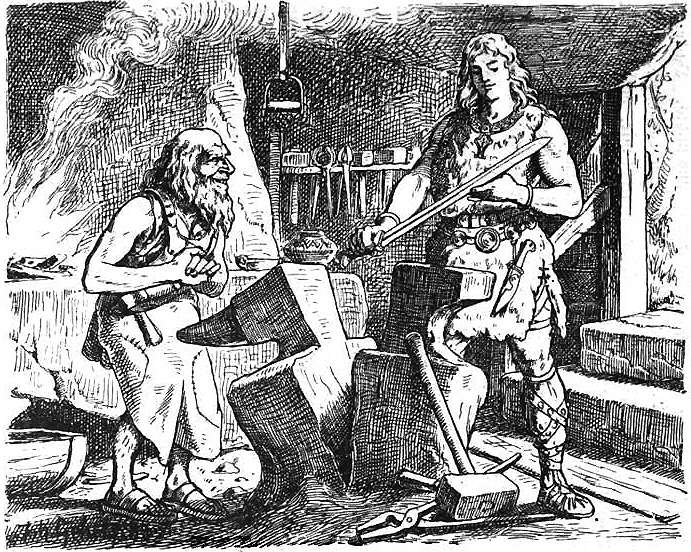
"Sigfrido prueba la espada Gram" (1901) Johannes Gehrts.

A diferencia de muchas figuras de la tradición heroica germánica, Sigurd no puede identificarse fácilmente con una figura histórica. La teoría más popular es que Sigurd tiene sus orígenes en una o varias figuras de la dinastía merovingia de los francos: los merovingios tuvieron varios reyes cuyo nombre comenzaba con el elemento  * sigi- . En particular, el asesinato de Sigeberto I, quien estaba casado con Brunilda de Austrasia, a menudo se cita como una probable inspiración para la figura, una teoría que se propuso por primera vez en 1613 es la de que Sigiberto fue asesinado por su hermano Chilperico I a instigación de la reina y esposa de Chilperico, Fredegunda. Si esta teoría es correcta, en la leyenda, Fredegunda y Brunilda parecen haber cambiado de roles, mientras que Chilperico ha sido reemplazado por Gunther. Estos paralelos, sin embargo, no son exactos y no son aceptados por todos los académicos. Jens Haustein argumenta que, si bien la historia de Sigurd parece tener resonancias merovingias, ninguna conexión con ninguna figura o evento histórico concreto es convincente. Otra teoría argumenta que Sigurd y su muerte del dragón representaría una versión mitológica de la derrota por Arminio de Publio Quintilio Varo en la Batalla del Bosque de Teutoburgo en el año 9 d. C. Una conexión entre Siegfried y Arminio fue propuesta por primera vez por Franz-Joseph Mone en 1830, quien creía que Sigurd era una fusión de varias figuras históricas. En 1837, Adolf Griesebrecht propuso que Sigurd es una versión mitificada de Arminio, mientras que los romanos están representados en el dragón. El erudito más reciente en tomar esta posición es Otto Höfler, comenzando en 1959, quien también sugirió que Gnita-Heath, el nombre del lugar donde Sigurd mata al dragón en la tradición escandinava, representa el campo de batalla en el bosque de Teutoburgo, mientras que el nombre germánico de Arminio pudo haber sido "Segi-friþuz". La erudición moderna generalmente descarta una conexión entre Sigurd y Arminio como una tenue especulación. Sin embargo, la idea de que Sigurd deriva de Arminio continúa siendo promovida fuera del ámbito académico, incluso en revistas populares como Der Spiegel.
También se ha sugerido que Sigurd puede ser una figura puramente mitológica sin un origen histórico. Los eruditos del siglo XIX derivaron con frecuencia la historia de Sigurd de mitos sobre deidades germánicas que incluyen a Odín, Balder y Frey; tales derivaciones ya no son generalmente aceptadas. Catalin Taranu argumenta que la matanza del dragón por Sigurd finalmente tiene orígenes indoeuropeos, y que más tarde esto se unió a la historia del asesinato del merovingio Sigeberto I.

## Tradiciones y testimonios germánicos continentales

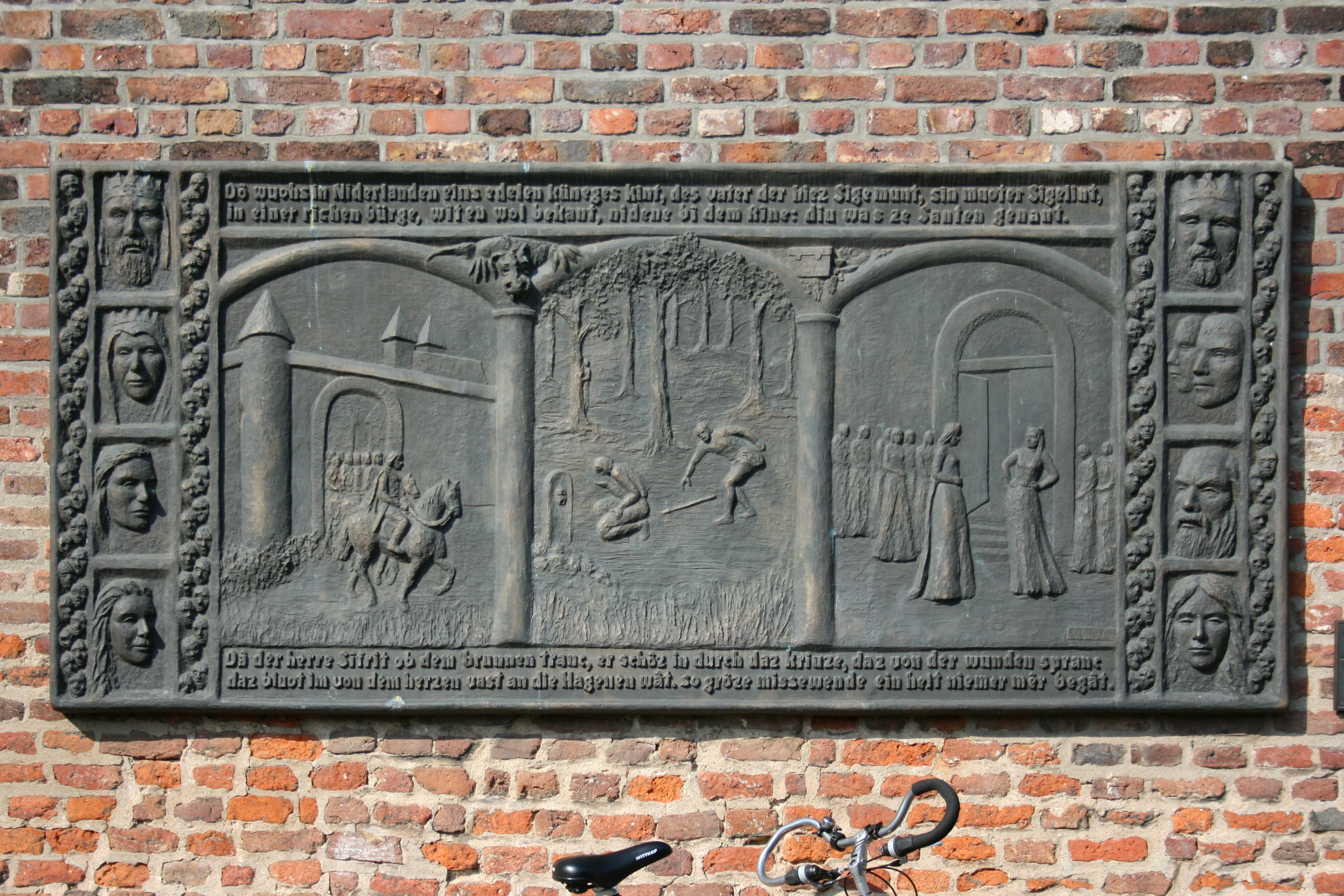
Relieve Sigfrido en Xanten en Nordwall, Xanten.

Las tradiciones germánicas continentales sobre Sigfrido se escriben en El cantar de los Nibelungos alrededor del año 1200. La tradición alemana asocia fuertemente a Siegfried con un reino llamado Niederland, «Alto Niderlant» alemán medio alto, que, a pesar de su nombre, no es el igual que el moderno Países Bajos, pero describe el reino de Siegfried alrededor de la ciudad de Xanten. El medieval tardío Heldenbuch identifica Niederland con el área alrededor de Worms, pero lo describe como un reino separado de la tierra del rey Gibich (es decir, el reino de Borgoña).

### El cantar de los nibelungos

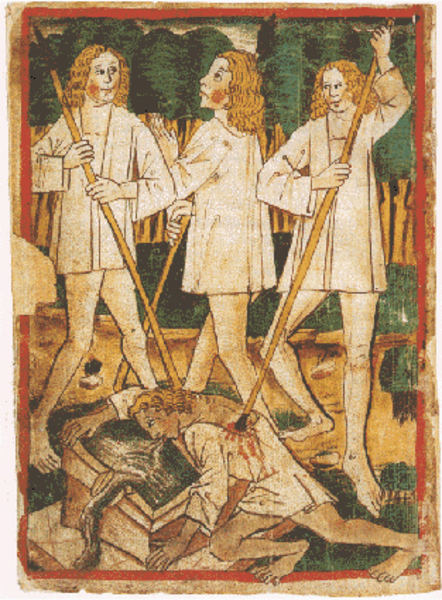
La muerte de Sigfrido. Manuscrito de El Cantar de los Nibelungos.

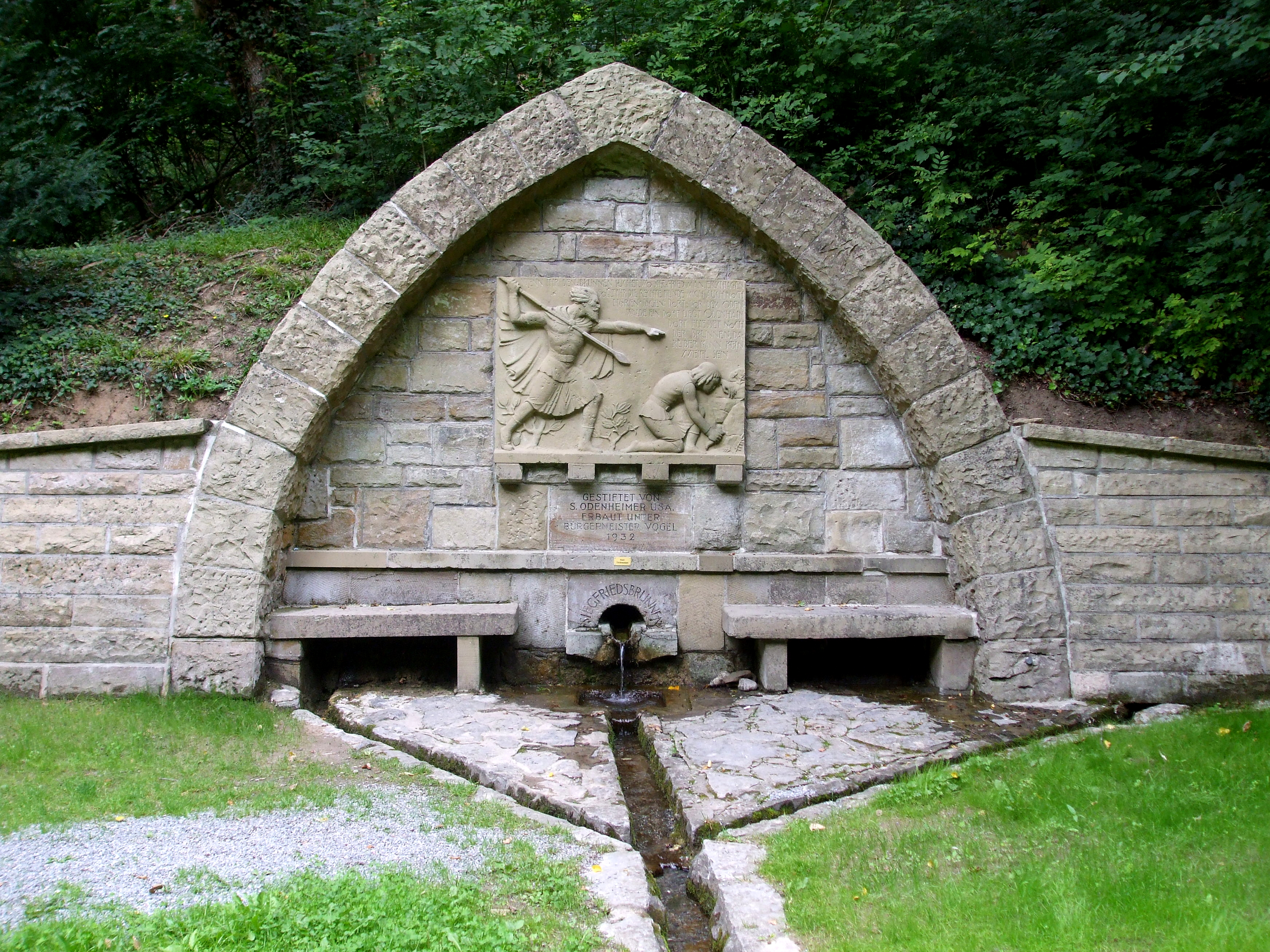
"Siegfriedsbrunnen" en Odenheim: una de varias supuestas localizaciones del lugar del asesinato de Sigfrido en el Odenwald.

El  Cantar de los Nibelungos  da dos descripciones contradictorias de la juventud de Sigfrido. En el nivel de la historia principal, Sigfrido recibe una educación cortesana en Xanten por su padre, el rey Sigmund y su madre Sieglind. Luego se lo ve venir a Worms, capital del reino de los burgundios para cortejar a la princesa Krimilda.
Sin embargo, el burgundio vasallo Hagen von Tronje narra una historia diferente de la juventud de Sigfrido: según Hagen, Sigfrido era un guerrero errante ('recke' en alemán medio alto) que ganó el tesoro de los Nibelungos, así como la espada Balmung y una capa de invisibilidad (Tarnkappe) que aumenta la fuerza del usuario doce veces. También cuenta una historia no relacionada sobre cómo Sigfrido mató a un dragón, se bañó en su sangre y, por lo tanto, su piel se volvió tan dura como el cuerno lo que lo hace invulnerable. De las características de las aventuras del joven Sigfrido, solo se mencionan aquellas que son directamente relevantes para el resto de la historia. Para ganar la mano de Krimilda, Sigfrido se hace amigo de los reyes de Borgoña Gernot y Giselher y de los príncipes Gunther y Krimilda. Cuando Gunther decide cortejar a la reina guerrera de Islandia, Brunilda, ofrece dejar que Sigfrido se case con Krimilda a cambio de la ayuda de Sigfrido en su cortejo de Brunilda. Como parte de la ayuda de Sigfrido, mienten a Brunilda y afirman que Sigfrido es vasallo de Gunther. Cualquier pretendiente de Brunilda debe realizar varias tareas físicas, y ella matará a cualquier hombre que falle. Sigfrido, usando su capa de invisibilidad, ayuda a Gunther en cada tarea. A su regreso a Worms, Sigfrido se casa con Krimilda luego del matrimonio de Gunther con Brunilda. Sin embargo, en la noche de bodas de Gunther, Brunilda le impide dormir con ella, atándolo con su cinturón y colgándolo de un gancho. La noche siguiente, Sigfrido usa su capa de invisibilidad para dominar a Brunilda, permitiendo que Gunther duerma con ella. Aunque no duerme con Brunilda, Sigfrido le quita el cinturón y el anillo y luego se los da a Krimilda.
Sigfrido y Krimilda tienen un hijo, a quien llaman Gunther. Más tarde, Brunilda y Krimilda comienzan a pelear por cuál de ellas debería tener precedencia, y Brunilda cree que Krimilda es solo la esposa de un vasallo. Finalmente, frente a la puerta de la catedral en Worms, las dos reinas discuten quién debe entrar primero. Brunilda acusa abiertamente a Krimilda de estar casada con un vasallo y Krimilda afirma que Sigfrido tomó la virginidad de Brunilda, mostrando el cinturón y el anillo como prueba. Aunque Sigfrido lo niega públicamente, Hagen (medio hermano de Gunter) y Brunilda deciden asesinar a Sigfrido, y Gunter acepta. Hagen engaña a Krimilda para que le diga dónde es vulnerable la piel de Sigfrido y Gunther invita a Sigfrido a participar en una cacería en Waskenwald (los Vosgos). Cuando Siegfried está bebiendo en un manantial, Hagen lo apuñala en la parte vulnerable de la espalda con una lanza. Sigfrido está mortalmente herido, pero aún ataca a Hagen, antes de maldecir a los borgoñones y morir. Hagen hace arreglos para que arrojen el cadáver de Sigfrido ante la puerta de la habitación de Krimilda. Krimilda llora mucho a Sigfrido que está enterrado en Worms. La redacción del texto conocido como  El Cantar de los Nibelungos  hace varios pequeños cambios a las localizaciones en el texto: Siegfried no es asesinado en los Vosgos, sino en el Odenwald, y el narrador afirma que todavía se puede visitar la fuente donde fue asesinado, cerca del pueblo de Odenheim (hoy parte de Östringen). El redactor afirma que Siegfried fue enterrado en la abadía de Lorsch. También se menciona que fue enterrado en un sarcófago de mármol; esto puede estar conectado a antiguos sarcófagos de mármol reales que se exhibían en la abadía, tras haber sido desenterrados después de un incendio en 1090.

### Rosengarten zu Worms
En el "Rosengarten zu Worms" (c. 1250), Sigfrido está comprometido con Krimilda y es uno de los doce héroes que defiende su jardín de rosas en Worms. Krimilda decide que le gustaría probar el temple de Sigfrido contra el héroe Dietrich von Bern, por lo que lo invita a él y a doce de sus guerreros a luchar contra sus doce campeones. Cuando la pelea finalmente debe comenzar, Dietrich inicialmente se niega a luchar contra Sigfrido porque la sangre del dragón ha hecho invulnerable la piel de Sigfrido. Dietrich es convencido de luchar contra Sigfrido con la falsa noticia de que su mentor Hildebrand está muerto y se enfurece tanto que comienza a respirar fuego, derritiendo la capa protectora de cuerno de Sigfrido sobre su piel. Es así capaz de penetrar la piel de Sigfrido con su espada, y Sigfrido siente tanto miedo que huye al regazo de Krimilda. Solo la reaparición de Hildebrand evita que Dietrich mate a Sigfrido. El papel de Sigfrido como prometido de Krimilda no concuerda con el de El Cantar de los Nibelungos, donde los dos son esposos pero nunca se comprometen formalmente. El detalle de que el padre de Krimilda se llama Gibich en lugar de Dancrat, siendo este último su nombre en El Cantar de los Nibelungos, muestra que el Rosengarten incluye algunas tradiciones antiguas ausentes en ese poema, aunque todavía depende en gran medida de El Cantar de los Nibelungos. Algunos de los detalles concuerdan con el Thidrekssaga. Rosengarten A menciona que Sigfrido fue criado por un herrero llamado Eckerich.

### Þiðrekssaga
Aunque el  Þiðrekssaga  (c. 1250) está escrito en nórdico antiguo, la mayoría del material se traduce de cuentos orales en alemán (particularmente bajo alemán), así como posiblemente de algunas fuentes escritas como El Cantar de los Nibelungos. Por lo tanto, se incluye aquí. La Thidrekssaga se refiere a Sigfrido como Sigurd ( Sigurðr ) y una aproximación nórdica antigua del nombre Sigfrido, Sigfrœð. Es el hijo del rey Sigmund de Tarlungaland (probablemente una corrupción de  Karlungaland, es decir, la tierra de los Carolingios) y la reina Sisibe de España. Cuando Sigmund regresa de una campaña un día, descubre que su esposa está embarazada y, creyendo que ella le es infiel, la exilia al "Bosque de Suabia" (¿Bosque Negro?), donde da a luz a Sigurd. Ella muere después de un tiempo, y Sigurd es encontrado por el herrero Mimir. Mimir intenta criar al niño, pero Sigurd es tan rebelde que Mimir lo envía a su hermano Regin, que se ha transformado en un dragón, con la esperanza de que matará al niño. Sigurd, sin embargo, mata al dragón y prueba su carne, por lo que aprende el idioma de los pájaros y de la traición de Mimir. Se mancha de sangre del dragón, haciendo que su piel sea invulnerable, y vuelve con Mimir. Mimir le da armas para aplacarlo, pero Sigurd lo mata de todos modos. Luego se encuentra con Brunilda, quien le da el caballo Grane, y se dirige al Rey Isung de Bertangenland. Un día Thidrek (Dietrich von Bern) llega a Bertangenland; este lucha contra Sigurd durante tres días. Thidrek no puede herir a Sigurd debido a su piel invulnerable, pero al tercer día, Thidrek recibe la espada Mimung, que puede cortar la piel de Sigurd y lo derrota. Thidrek y Sigurd luego cabalgan hacia el rey Gunnar (Gunther), donde Sigurd se casa con la hermana de Gunnar Grimilda (Krimilda). Sigurd le recomienda a Gunnar que se case con Brunilda, y los dos van a cortejarla. Brynhild ahora afirma que Sigurd había dicho anteriormente que se casaría con ella (sin mencionar antes en el texto), pero finalmente ella acepta casarse con Gunnar. Sin embargo, ella no permitirá que Gunnar consume el matrimonio, y entonces, con el acuerdo de Gunnar, Sigurd toma la forma de Gunnar y desvirga a Brunilda, quitándole su fuerza. Los héroes entonces regresan con Brunilda a la corte de Gunnar.
Algún tiempo después, Grimilda y Brunilda pelean por quién tiene un rango más alto. Brunilda afirma que Sigurd no es de noble cuna, después de lo cual Grimilda anuncia que Sigurd y no Gunnar desvirgó a Brunilda. Brunilda convence a Gunnar y Högni (Hagen) de asesinar a Sigurd, lo que Högni hace mientras Sigurd bebe de un manantial en una cacería. Luego, los hermanos colocan su cadáver en la cama de Grimilda, y ella llora. El autor de la saga ha realizado una serie de cambios para crear una historia más o menos coherente a partir de las muchas fuentes orales y posiblemente escritas que utilizó para crear la saga. El autor menciona versiones escandinavas alternativas de muchos de estos mismos cuentos, y parece haber cambiado algunos detalles para que coincidan con las historias conocidas por su audiencia escandinava. Esto es cierto en particular para la historia de la juventud de Sigurd, que combina elementos de las tradiciones nórdicas y continentales atestiguadas más adelante en "Das Lied vom Hürnen Seyfrid", pero también contiene un historia no comprobada de los padres de Sigfrido. La "Thidrekssaga" no menciona cómo Sigurd ganó el tesoro de los Nibelungos.

### Heldenbuch
El llamado Heldenbuch, encontrado por primera vez en el 1480 Heldenbuch de Diebolt von Hanowe y luego contenido en impresiones hasta 1590, es considerado uno de los testimonios más importantes de una tradición oral continua fuera del El Cantar de los Nibelungos, con muchos detalles de acuerdo con el Thidrekssaga. El Heldenbuch tiene muy poco que decir sobre Sigfrido: señala que era hijo del rey Sigmund, provenía de Niederland y estaba casado con Krimilda. Sin embargo, en otras fuentes no se ha comprobado que Krimilda orquestó el desastre en la corte de Etzel para vengar a Sigfrido de ser asesinado por Dietrich von Bern. Según Heldenbuch, Dietrich mató a Sigfrido luchando en el jardín de rosas en Worms (ver la sección Rosengarten zu Worms arriba). Esta puede haber sido otra versión de la muerte de Sigfrido que estaba en circulación oral.

### Biterolf und Dietleib
La segunda mitad del poema heroico Biterolf und Dietleib (entre 1250 y 1300) presenta una guerra entre los héroes borgoñones de El Cantar de los Nibelungos y los héroes del ciclo alrededor de Dietrich von Bern, algo probablemente inspirado por los Rosengarten zu Worms. En este contexto, también presenta una pelea entre Sigfrido y Dietrich en la que Dietrich derrota a Sigfrido después de parecer inicialmente cobarde. El texto también presenta una pelea entre Sigfrido y el héroe Heime, en la que Sigfrido golpea la famosa espada Nagelring de Heime de su mano, después de lo cual ambos ejércitos luchan por el control de la espada. El texto también relata que Dietrich una vez llevó a Sigfrido a la corte de Etzel como rehén, algo a lo que también se alude en El Cantar de los Nibelungos.

### Das Lied vom Hürnen Seyfrid

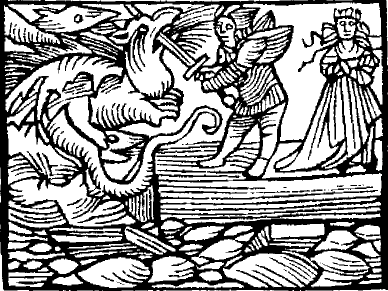
Siegfried lucha contra el dragón para rescatar a Krimilda. Xilografía moderna temprana de "Hürnen Seyfrid".

Das Lied vom Hürnen Seyfrid, «La canción de Sigfrido de piel de cuerno», es una heroica balada medieval tardía/temprana moderna que da cuenta de las aventuras de Siegfried en su juventud. Concuerda en muchos detalles con el Thidrekssaga y otros relatos del antiguo nórdico sobre el El Cantar de los Nibelungos, lo que sugiere que estos detalles existían en una tradición oral sobre Sigfrido en Alemania. Según el "Hürnen Seyfrid", Sigfrido tuvo que abandonar la corte de su padre Sigmund por su comportamiento grosero y fue criado por un herrero en el bosque. Sin embargo, era tan rebelde que el herrero arregló que un dragón lo matara. Sin embargo, Sigfrido pudo matar al dragón y finalmente mata a muchos más atrapándolos bajo troncos y prendiéndoles fuego. La piel del dragón, descrita como dura como el cuerno, se derrite, y Sigfrido mete el dedo en ella, descubriendo que su dedo ahora también está duro como el cuerno. Se mancha con la piel de dragón derretida en todas partes, excepto en un punto. Más tarde, se topa con el rastro de otro dragón que ha secuestrado a la princesa Krimilda de Worms. Con la ayuda del enano Eugel, Sigfrido lucha contra el gigante Kuperan, que tiene la llave de la montaña a la que han llevado a Krimilda. Rescata a la princesa y mata al dragón, encontrando el tesoro de los Nibelungos dentro de la montaña. Sin embargo, Eugel profetiza que Sigfrido solo le quedan ocho años de vida. Al darse cuenta de que no podrá usar el tesoro, Sigfrido arroja el tesoro al río Rin en su camino a Worms. Se casa con Krimilda y gobierna allí junto con sus hermanos Gunther, Hagen y Giselher, pero se resienten con él y lo matan después de ocho años.

### Otras tradiciones y certificaciones

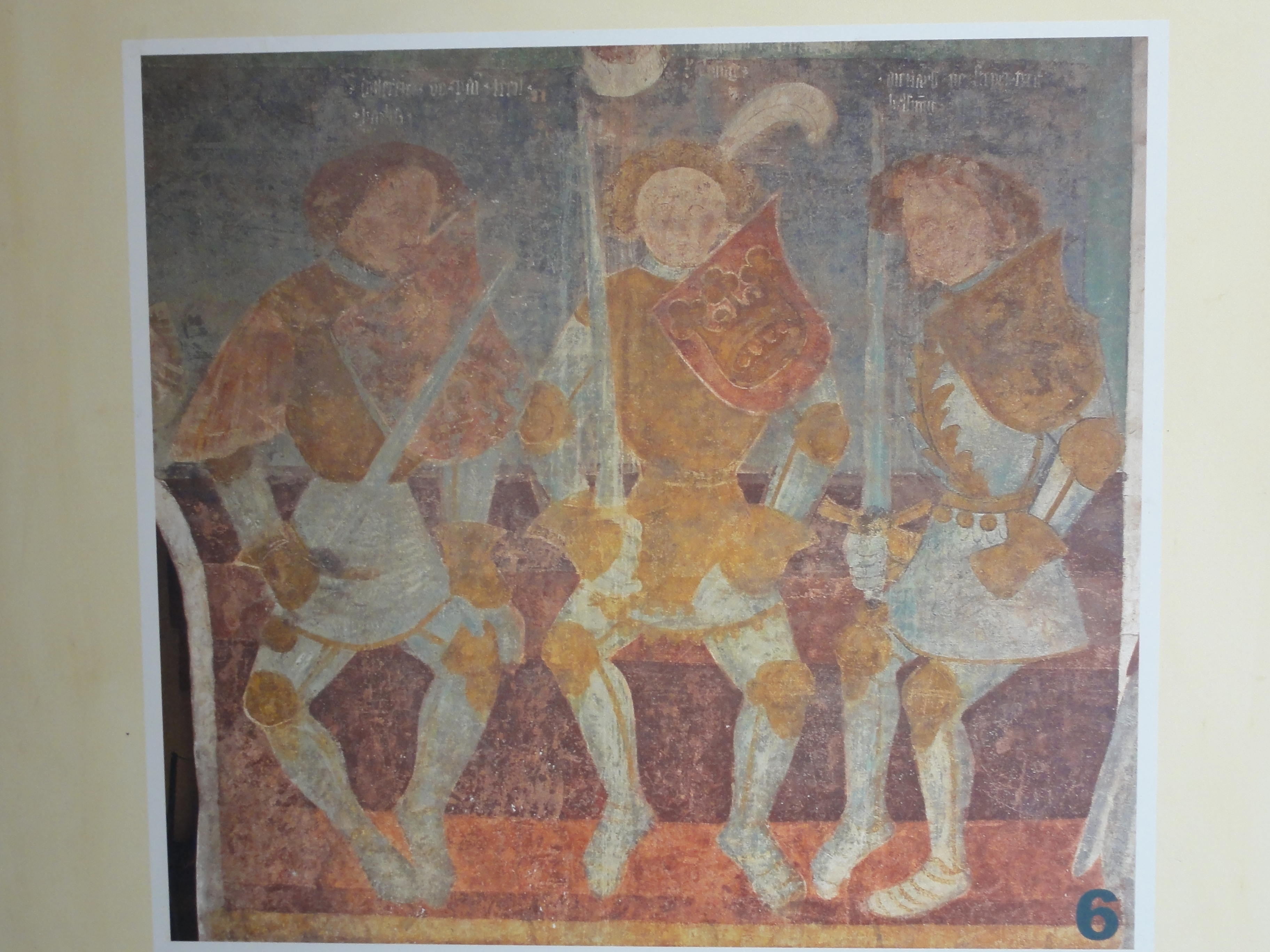
Fresco de los héroes Dietrich von Bern, Sigfrido y Dietleib. Castillo de Runkelstein, cerca de Bozen, Tirol del Sur, c. 1400.

El abad islandés Nicholas de Thvera registra que mientras viajaba por Westfalia, se le mostró el lugar donde Sigurd mató al dragón (llamado Gnita-Heath en la tradición nórdica) entre dos pueblos al sur de Paderborn. En una canción del poeta lírico errante de mediados del siglo XIII Der Marner, «la muerte de Siegfried», Sigfrides [...] tôt, se menciona como una historia popular que el público cortesano alemán disfruta escuchar, junto con «el tesoro de los Nibelungos», der Nibelunge hort. Las crónicas de la ciudad de Worms registran que cuando el emperador Federico III visitó la ciudad en 1488, se enteró de que la gente del pueblo decía que el «Siegfried gigante», gigas [... ] Sifridus des Hörnen, fue enterrado en el cementerio de San Meinhard y Santa Cecilia. Frederick ordenó desenterrar el cementerio; según una fuente latina, no encontró nada, pero una crónica alemana informa que encontró un cráneo y algunos huesos que eran más grandes de lo normal.

## Sigfrido y Krimilda
Sigfrido desposó, luego de algunas hazañas, a Krimilda, y logró para el hermano de ésta, Gunther, la mano de la huraña valquiria Brunilda. Trocando sus anillos, Sigfrido tomó la apariencia de Gunther y superó ciertas pruebas que solo el héroe podía superar. Brunilda desde entonces consideró superior a su marido, hasta que Krimilda le refirió los verdaderos hechos. Desde entonces, Brunilda preparó la venganza, que ejecutó Gutorm, hermano de Gunther (en otros textos, Hagen de Tronje). Dicha venganza consistía en revelar al ejecutor el lugar exacto donde la piel del héroe no estaba protegida por la sangre del dragón. Aprovechando este dato, el asesino asestó un lanzazo que acabó con la vida de Sigfrido. Brunilda se suicidó al día siguiente, pues pese a todo amaba a Sigfrido. Krimilda fue desposada luego por Etzel, que quiso hacerse dueño del tesoro de los nibelungos, que Gunther había hecho esconder en el fondo del Rin. Krimilda invitó a sus hermanos, y durante el banquete en la corte del rey Etzel (Atila), los hombres de Gunther fueron asesinados, consiguiendo que su propio pueblo fuera eliminado a traición. Más tarde, Krimilda embriagó y mató al mismo Etzel, arrojándose finalmente a las llamas del palacio, cuyo incendio ella misma había provocado.

## Herencia
Según la leyenda Sigurd tuvo descendencia de:
- Krimilda o Guðrún Gjúkadóttir (c. 710), hija de Gebica, rey de los burgundios. Fruto de su matrimonio nació Swanhild o Svanhildr Sigurdsdatter, también llamada Svanhild de Xanten y Swanhilde de Burgundia.
- Brunilda, hija de Buðli de Ringerike. Fruto de esa relación nació Aslaug, que sería una de las esposas del legendario Ragnar Lodbrok.